# Легкоатлетическая федерация Индии
Легкоатлетическая федерация Индии — управляющая организация в лёгкой атлетики в Индии.
Штаб-квартира находится в Дели.

## История
Организация основана в 1946 году по инициативе Махараджа Ядвиндра Сингха, который был в то время президентом Индийской Олимпийской Ассоциации. Первым президентом федерации стал Сонгхи Г. Д. С 1987 по 2005 год президентом был Суреш Калмади. В настоящее время президентом федерации является Адилле Сумаривалла, а генеральным секретарём Кудди Котта Уалсон. В 2013 году в 19 штатах Индии запущена программа детской лёгкой атлетике, которая поощряет школьников занимающихся этим видом спорта.
Является членом Азиатской легкоатлетической ассоциации.

## Соревнования
Федерация отвечает за проведение следующих соревнований:
- Чемпионат Индии по лёгкой атлетике
- Чемпионат Индии по лёгкой атлетике среди юниоров
- Чемпионат Индии по лёгкой атлетике среди юношей
- Чемпионат Индии по бегу по пересечённой местности
- Чемпионат Индии по спортивной ходьбе
- Межштатный чемпионат Индии по лёгкой атлетике
- Гран-при Индии по лёгкой атлетике